# Jübar
Jübar est une commune allemande située dans l'arrondissement d'Altmark-Salzwedel et l'État (land) de Saxe-Anhalt. La commune appartient à la communauté d'administration de Beetzendorf-Diesdorf.

## Géographie

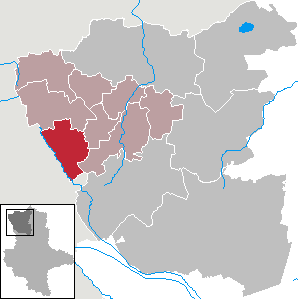
Situation de Jübar dans l'arrondissement d'Altmark-Salzwedel.

## Histoire
Jübar est mentionnée pour la première fois dans un document officiel en 1240 sous le nom de Jubere.